# Chestermere
Chestermere es una ciudad canadiense situada en la provincia de Alberta.

## Superficie
Chestermere tiene una superficie de 32,83 km².

## Demografía
En 2021, tenía 22 163 habitantes, una densidad poblacional de 675 hab./km², y 6925 viviendas.